# Anno Mundi

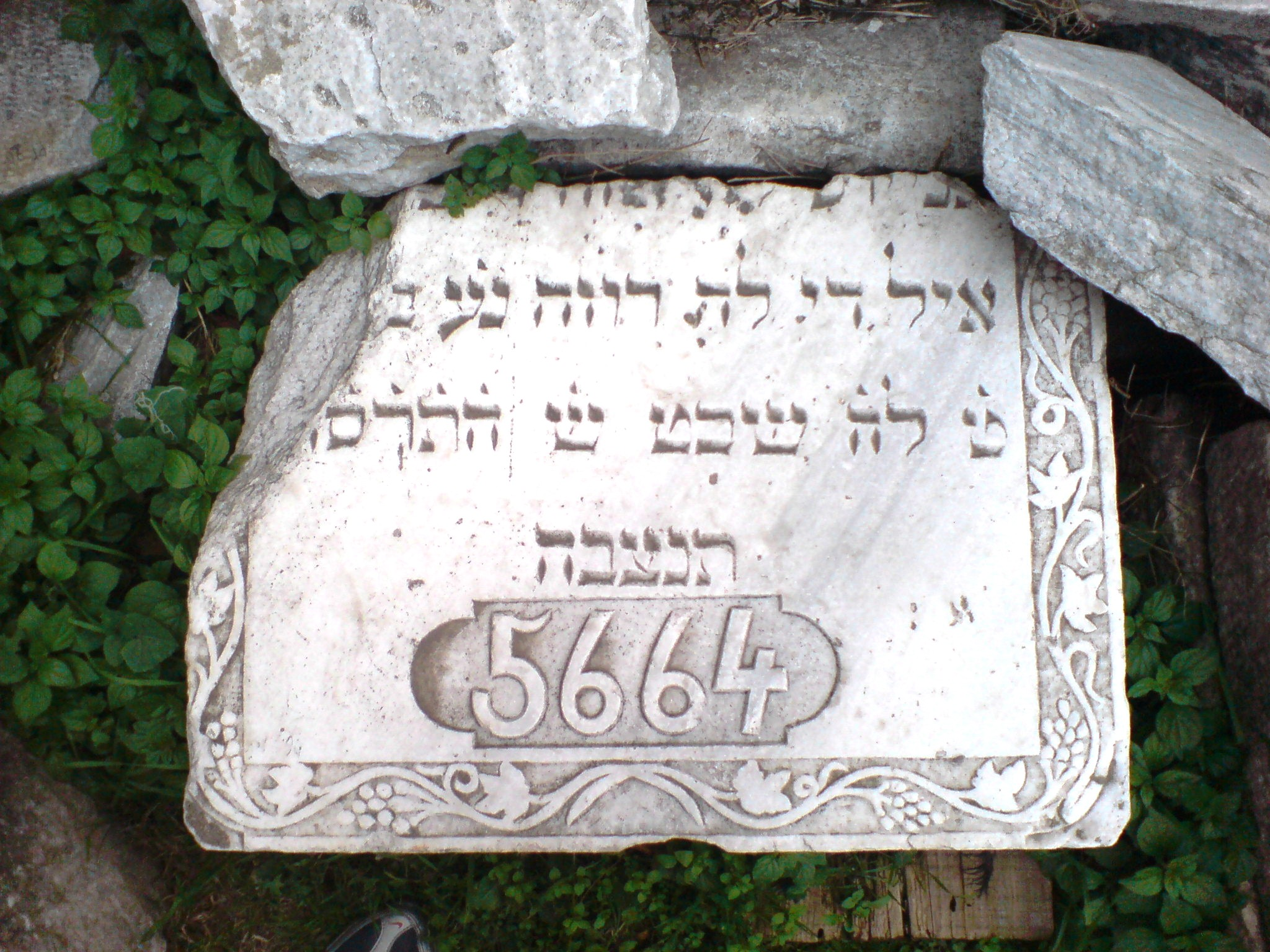
En judisk gravsten med kronologin Året 5664 efter skapelsen (Anno Mundi), som finns strax utanför Galerius båge och rotunda i Thessaloniki.

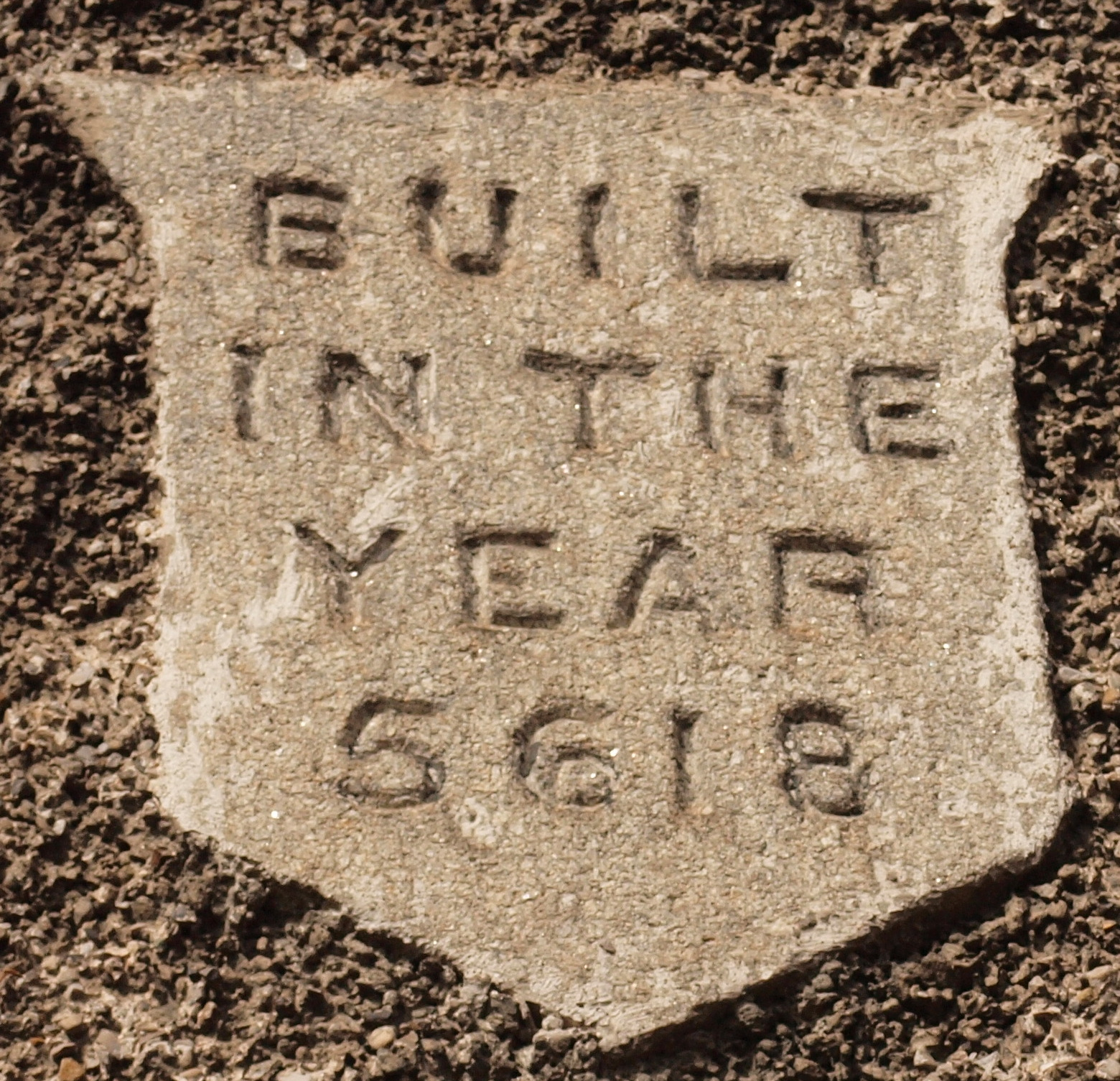
Inskription på Ballybough begravningsplats i Dublin, Irland, som indikerar Anno Mundi 5618 (AD 1857).

Anno Mundi, förkortat AM, under världens år, det vill säga efter världens skapelse (latin: av annus, "år" och mundus, "värld"; hebreiska: לבריאת העולם, Livryat haOlam, "till världens skapelse"), grekiska: έτος Κόσμου, etos kosmou, bokstavligen "universums år", är en tideräkning baserad på Moseböckernas skapelseberättelse och efterföljande historia i Bibeln. 
Tideräkningen ersatte i östra medelhavsregionen, under andra halvan av första årtusendet, den tidigare tideräkningen Anno Graecorum (AG) som där varit dominerande under Jesu tid och i bibelns skrifter (med varianter av den babyloniska kalendern). 
- Den används i dagsläget i staten Israel och inom judendomen med judiska kalendern (en judisk variant av den babyloniska kalendern).
- Den användes tidigare inom stater och kristna kyrkor i öst (med den julianska kalendern).
- I väst utvecklades istället tideräkningen Anno Domini (AD/e.Kr., med den julianska kalendern, senare med gregorianska kalendern) på grund av oenighet i tidsberäkningar mellan de kristna bibelöversättningarna, den grekiska Septuaginta och latinska Vulgata.

Veckodagar, timmar, minuter och sekunder har varit desamma sedan babyloniska kalendern och är det fortfarande. 

## Judendomen
Tideräkningen Anno mundi Livryat haOlam i den judiska kalendern används i judiska sammanhang från 1178 e.Kr., och är en av staten Israels officiella kalendrar vid sidan om den gregorianska kalendern.
Den babylonska varianten av Anno Graecorum (AG) användes av judar fram till medeltiden och den judiska kalendern förutom årsberäkningen baserar sig på denna, såsom veckodagar och månader, varför Anno mundi nyår infaller den första dagen i sjunde månaden i den judiska kalendern.

## Bysantinerna och i Öst
Anno mundi etos kosmou i den bysantinska kalendern användes i bysantinska imperiet från år 988 samt inom kristna kyrkor i öst från cirka 700-talet fram till cirka 1700-talet men var nästan okänd i väst, där anno Domini användes.
Bysantinsk Etos Kosmou Anno mundi används numera i några få östortodoxa kloster, till exempel på Athos i Grekland och Mar Saba klostret i Västbanken. I Etiopien utgör en gren av den ortodoxa kyrkan den största religionen i landet och använder fortfarande Anno Mundi.

### Övergång till juliansk tidräkning
Den bysantinska anno mundi-tideräkningen ersattes från 1500-talet gradvis i den östligt ortodoxa kyrkan. Anno Domini (julianska kalendern) användes av patriarken Theophanes I Karykes 1597, därefter av patriarken Kyrillos Lukaris 1626, och etablerades formellt av östliga kyrkan 1728. 
När Ryssland genom Bysans blev ortodoxt kristet, ärvde man den bysantinska kalendern baserad på den bysantinska anno mundi-tideräkningen översatt till ryska. Efter bysantinska imperiets fall år 1453, fortsatte dess tideräkning att användas av Ryssland, som firade millennieskifte i Moskva 1492 e.Kr. (7000 AM). Det var först år 1700 e.Kr. som den bysantinska kalendern i Ryssland ändrades till den julianska kalendern av Peter den store.
Den huvudsakliga förändringen var hur man räknar år, värdens skapelse år 5509 f.Kr. eller Jesu födelse och nyår 1 januari istället för 1 september. Den julianska kalenderns månader var redan innan samma som idag så också att dygnet skiftas i de flesta kyrkor fortfarande kl 18, så också i Svenska kyrkan. Att helgen börjar kl 18 på lördag och slutar kl 18 på söndag, har sina rötter från Första konciliet i Nicaea då enligt Första Mosebokens inledning, gud skapade världen (natt) och ljuset(dag) och första dagen slutade med solnedgången (den 1 september). Att skifta dygnet vid midnatt är en senare sekulär tillämpning.

### Övergång till gregoriansk tidräkning
Ryssland införde den gregorianska kalendern vid ryska revolutionen 1918, Grekland 1 mars 1923. 
Där den Reviderade julianska kalendern som är snarlik den Gregorianska kalendern, infördes 1924 efter konciliet i Konstantinopel (1923) av den Grekiska kyrkan, Konstantinopels ekumeniska patriarkat och de flesta östligt ortodoxa kyrkorna. 
Gammel-kalenderisterna, som vägrar reformen, fortsätter använda julianska kalendern. De som har inte antagit den är Rysk-ortodoxa kyrkan, den Serbisk-ortodoxa kyrkan, den Makedoniska ortodoxa kyrkan, Den sanna grekisk-ortodoxa kyrkan och i Grekiska och Rumänska kyrkan finns det fortfarande motstånd av dem som inte accepterar kalenderbytet (datum för jul och påsk), särskilt. 
Att notera är att i Nordeuropa som i Sverige och Storbritannien användes juliansk kalender fram till 1750-talet då man gick över till gregoriansk tid.

### Tillämpades aldrig primärt i Väst
Västlig kristendom antog på grund av Vulgata aldrig fullt ut Anno Mundi-tidräkningen. Ur ett latinskt perspektiv stämde inte den bysantinska kalendern etos kosmou med den latinska Bibeln.
Vulgata är en senare latinsk bibelöversättning som ersatte i väster Septuaginta (Gamla testamentet översatt till grekiska från cirka 200 f.Kr.), efter att den hade fullbordats av Hieronymus omkring 405 e.Kr. Grundproblemet var att det är stor skillnad om 1 732 år mellan Vulgata och Septuaginta i beräkningarna av skapelsen; Vulgata stämde bättre med den hebreiska masoretiska bibeltexten (judisk sammanställning officiell från 600-talet och 900-talet e.Kr., av böckerna skrivna från 500-talet f.Kr. och framåt).

## Huvudsakliga två former av Anno Mundi-tideräkningar
- Den hebreiska kalendern Livryat haOlam har sedan medeltiden baserats på rabbinska beräkningar av skapelseåret från den hebreiska masoretiska texten (Tanakh) i bibeln. Denna kalender används inom judiska samfund för religiösa ändamål och är en av två officiella kalendrar i Israel. På den hebreiska kalendern börjar dagen vid solnedgången, månaden vid nymåne. Kalenderns epok, som motsvarar det beräknade datumet för världens skapelse, motsvarar solnedgången på den julianska bakåtinterpolerade kalenderdatumet 6 oktober 3761 f.Kr.[9] Det nya året börjar vid Rosh hashana, i judiska månaden Tishrei. Anno mundi 5782, eller AM 5782 (betyder det 5782:a året sedan världens skapelse) började vid solnedgången den 6 september 2021 på den gregorianska kalendern, där judiska nyåret Rosh hashana i den judiska kalendern infaller vid olika gregorianska datum varje år, 5 september-5 oktober.[10]
- Den bysantinska kalendern Etos Kosmou, användes i Bysantinska imperiet, många kristna ortodoxa länder och i östligt ortodoxa kyrkan som baserades på Bibelns Septuaginta text. Den kalendern liknar i stort den julianska kalendern men firar nyår 1 september och årsräkningen Anno mundi utgår från världens skapelse enligt moseböckerna kl 18 (solens nedgång och tiden för kyrkoårets helgmålsringning) den 1 september 5509 f.Kr., vilket skulle göra år 2021 e.Kr. till det 7530:e året sedan världens skapelse. Den var kalendern som användes av östligt ortodoxa kyrkan från ca. 691 till 1728 i Konstantinopels ekumeniska patriarkat.[11] Den var också den officiella kalendern av Bysantinska riket från 988 till 1453, av Kievrus och Ryssland från ca. 988 till 1700. Kalendern användes även i andra områden i det bysantinska inflytelseområdet som i Serbien, där den finns i gamla serbiska rättsdokument som Dušans lagbok från 1349, och hänvisas därför till som den serbiska kalendern likaså.

### Skillnader i årtalen
Medan båda kalendrarna sägs ha räknat antalet år sedan världens skapelse, ligger den främsta orsaken till deras skillnad 1 732 år, i vilken underliggande biblisk text som väljs, där jorden har skapats:
- 3761 f.Kr. baserat på den hebreiska Masoretiska bibeltexten (och den latinska Vulgata, 3777 f.Kr.)
- 5509 f.Kr. baserat på den grekiska Septuaginta bibeltexten

Det mesta av skillnaden ligger i numeriska avvikelser i genealogierna för de två versionerna av Första Moseboken. Patriarker från Adam till Terach, far till Abraham, sägs vara så mycket som 100 år eller mer äldre när de födde sin namngivna son i den grekiska Septuaginta än de var på latinska Vulgata, eller hebreiska Tanakh. Nettoskillnaden mellan de två stora släktforskningsmaterialet med Adam, i 1 Mosebok 4, 5, 10, 11, 22, 25, 29-30, 35-36 och 46 framåt från skapelsen till början av israeliternas existens som folk, är 1466 år (om man bortser från tvetydigheten "andra året efter syndafloden"), 85% av den totala skillnaden, se även om skapelseberättelser.
Det finns också skillnader mellan metoder för datering baserade på Bibelns text och modern akademisk datering av avgörande händelser som används för att kalibrera årtal, såsom förstörelsen av Salomons tempel där den hebreiska kalendern hänvisar till en kronologisk diskrepans mellan den rabbinska dateringen för förstörelsen av det första templet 423 f.Kr. (3338 AM) och den akademiska dateringen av det 587 f.Kr.

## Judisk tradition

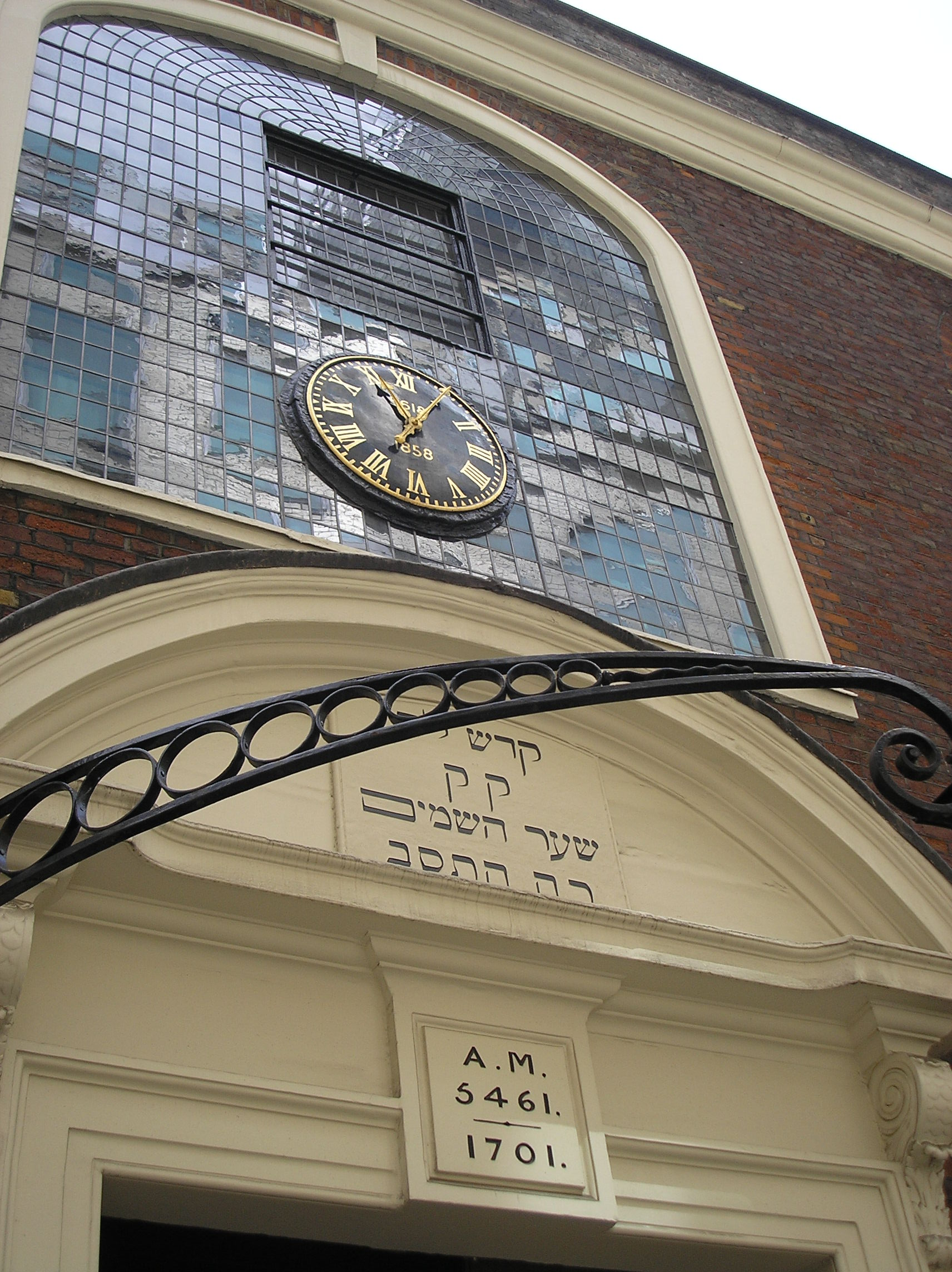
Inskriptionen över Bevis Marks Synagogue, City of London, ger ett år i Anno Mundi (5461) och Anno Domini (1701).

### Bakgrund och sammanhang
Grunden för judendomen är uttåget ur Egypten, Moses på Sinaiberget och de tio budorden, för att etableras genom Juda rike 930 f.Kr. och byggandet av Salomos tempel.
Babylon kom att utgöra centrum för utvecklingen av den judiska religionen, med mellanspel av Jerusalem, fram till medeltiden och synagogorna i Europa. 

#### Etableringen i Babylon
Babylonierna erövrade Juda rike omkring år 587 f.Kr. och då förstördes Salomos tempel vilket följdes av landsförvisning av majoriteten av judiska eliten under den babyloniska exilen, och plundring av de ceremoniella guldföremålen. Förbundsarken försvann och enligt en teori blev den gömd i Jerusalem med profeten Jeremias medverkan. Det byggdes inget nytt tempel i Babylonien under exilen då uppfattningen var att templet endast kunde ligga i Jerusalem. Detta ledde till att det religiösa bruket ändrades och bruket av synagogor uppstod.
I dessa synagogor uppstod de judiska akademierna i Babylon som var det judiska religiösa centret vid sidan av Jerusalem fram till medeltiden. Här skapades grunderna för den judiska religionens dokumentation. 

#### Efter babylonierna
Babylonierna erövrades 539 f.Kr. av det akemenidiska persiska imperiet. De judar som tagits till Babylon som slavar tilläts av storkungarna Kyros II och Dareios I återvända hem och de byggde upp Jerusalem och det andra templet igen från grunden (på den akemenidiska statskassans bekostnad). 
En betydande del av lärda judar, med synagogor och akademier stannade dock kvar i Babylon i dryga 1000 år, som var sedan tidvis del av de hellenistiska Seleukidiska imperiet (kallas greker och Grekland i judiska skrifter), Rom, olika senare persiska stater och islamiska kalifat. 
Därefter förblev det judiska samhället i Palaestina en lugn och fredlig del av det akemenidiska riket i 200 år fram tills 333 f.Kr. när perserriket föll till Makedonien under Alexander den store. De var sedan tidvis del av de hellenistiska Seleukidiska imperiet och Ptolemeiska Egypten (av judar vanligen refererade till som "grekerna", dvs inte dem i Grekland), tidvis en självständig stat efter Judas Maccabeus (syriska krigen) 164 f.Kr., fram tills de 6 e.Kr. övertogs av Rom och blev provinsen Iudaea. Seleukiderrikets tidräkning, även känd som "Anno Graecorum (AG)" eller Alexanders år användes.

#### Den talmudiska eran
Den talmudiska eran, från första århundradet efter Kristus till 1000-talet, innebar att man dels samlade all tidigare dokumentation och skapade ny dokumentation som huvudsakligen uttolkade den tidigare och fastlade dess former som används än idag. 
Talmud skapades initialt i Jerusalem efter Judas Maccabeus (164 f.Kr.). Men verksamheten avbryts genom att år 70 e.Kr., efter ett judiskt uppror, beordrade den romerske befälhavaren i Palestina, Titus, Jerusalems förstöring och förstörelsen av templet och tempelplatsen. Efter den misslyckade Bar Kokhba-revolten år 132-135 ändrade den romerske kejsaren Hadrianus namnet på den romerska provinsen Syriska Judea till Syriska Palestina, och många judar fördrevs.
Innebörden var att därefter de i praktiken redan sedan gammalt etablerade judiska akademierna i (området av) Babylon blev det enda huvudsakliga centret för judisk religion. Talmud akademierna i Babylon skapade Talmud bavli som är de huvudsakliga judiska skrifterna.
Akademierna i Babylon var därefter huvudsakligt centrum för judisk religion fram till medeltiden, då centrum snarast kom att stå i synagogorna i Europa.

### Judisk tidräkning

#### "Grekisk" tid
"Anno Graecorum (AG)" eller Alexanders år användes av judar fram till medeltiden. Tidräkningen utgår från Seleukos Is återerövring av Babylon 312/11 f.Kr. och är en modifierad och hellenistisk version av den babyloniska kalendern som den primära metoden för att beräkna kalenderåret. Till exempel använde skrifterna av Josephus och Mackabeerböckerna enbart seleukidtidens datering, och Talmud traktatet Avodah Zarah (hebreiska: עבודה זרה, om "avgudadyrkan"). Dock när de säger grekisk och Grekland syftar de i judiska skrifter i allmänhet på Seleukiderriket som var ett hellenistisk persiskt imperium som ockuperade Palestina och befriades från av Judas Maccabeus, dvs inte Grekland och grekiskt i den meningen vi känner idag, utan hellenistisk persiskt/babylonskt. 
Babyloniska Talmud Bavli, Traktat 'Abodah Zarah Folio 10a, 2s beskriver:
| ” | R Aha b. Jacob (babylonisk rabbin) ställde sedan denna fråga: Hur vet vi att vår tidräkning (i dokument) överhuvudtaget är kopplad till kungariket Grekland? Varför inte säga att det räknas från uttåget ur Egypten, utelämnar de första tusen åren och ger de nästa tusen åren? I så fall är dokumentet verkligen efterdaterat! Rav Nahman (babylonisk rabbin) svarade: I diasporan används enbart den grekiska (hellinistiska seleukideriket) tidräkningen. Han (frågeställaren) trodde att Rav Nahman ändå ville göra sig av med honom, men när han gick och studerade det grundligt fann han att det verkligen lärs ut i Baraita (som betecknar en tradition i den judiska muntliga lagen som inte ingår i Mishnah. Baraita hänvisar således till läror "utanför" de sex ordningarna i Mishnah): I diasporan används endast den grekiska tidräkningen. | „ |

Ibland i talmudiska skrifter hänvisades det även till andra utgångspunkter för epoker, såsom förstörelsen-tidräkning , är antalet år sedan 70 e.Kr. förstörelsen av det andra templet.

#### Anno mundi
Man började också räkna antalet år sedan världens skapelse (Anno mundi) baserat på beräkningen i Seder Olam Rabbah och av Rabbi Jose ben Halafta omkring 160 e.Kr. . Genom hans beräkning, baserat på Masoretiska bibeltexten, skapades Adam och Eva den 1:a Tishrei (Rosh hashana) Dag 1) 3760 f.Kr., bekräftades senare av den muslimska kronologen al-Biruni som 3448, år före seleucidiska tidräkningen. Ett exempel är c. 800-talet Baraita av Samuel (hebreiska: בריתא דרבי שמואל) som var känd för judiska forskare från Shabbethai Donolo på 900-talet till Simon Duran på 1400-talet, och citat från den gjordes av dem. (Den ansågs förlorad fram till omkring 1861, då den oväntat dök upp i tryck.)
Under 700- och 800-talen flyttade det judiska livets centrum från Babylonien till Europa, så beräkningar från grekiska seleukidiska tidräkningen "blev meningslösa". Från 1000-talet blev anno mundi datering dominerande i de flesta av världens judiska samhällen och ersätter det seleukidiska tidräkningen. Det nya systemet nådde sin definitiva form 1178 när Maimonides slutförde Mishneh Torah. I avsnittet Månens helgelse (11.16) skrev han om sitt val av epok, från vilken beräkningar av alla datum bör göras, som "den tredje dagen i Nisan i detta innevarande år ... vilket är år 4938 av världens skapelse" (22 mars 1178). Han inkluderade alla regler för den beräknade kalenderepoken och deras skriftbaserade grund, inklusive det moderna judiska året i sitt arbete, och etablerade den slutliga formella användningen av anno mundi-eran.
Det första året i den judiska kalendern, Anno Mundi 1 (AM 1), började ungefär ett år före skapelsen, så det året kallas också för tomhetens år. De första fem dagarna av den judiska skapelseveckan upptar de sista fem dagarna av AM 1, Elul 25–29. Den sjätte dagen av skapelsen, när Adam och Eva skapades, är den första dagen i AM 2, Rosh hashana (1 Tishrei). Eftersom detta är strax före midnatt när den västerländska dagen börjar, men efter klockan 18 när den judiska kalenderdagen börjar (motsvarande nästa tabelldag med samma dagsljusperiod), är dess julianska (och gregorianska) kalenderdatum 6/7 oktober 3761 f.Kr. 6/7 september 3761 f.Kr. eller −3760).

#### Dagens Israel och judar
Judar (och staten Israel) räknar numera början av varje nytt år enligt Livryat haOlam (Anno Mundi) med månmånaden Tishri (Rosh Hashana, infaller 5 september-5 oktober vid nymåne, då gud skapade världen kl 18 (solens nedgång) den 1 Tishri (7 oktober) år 3761 f.Kr. och räknar åren sedan dess).
Dock är Nisan som infaller vanligen i april den första månaden i den judiska kalendern då man tidigare hade Anno Graecorum-årsräkning istället för som numera Anno Mundi, så nyår infaller numera i början av 7:e månaden, dvs 1 Tishri. Detta då den judiska kalendern fastställdes under den tidigare kontraktens era, dvs den babylonska varianten av Anno Graecorum med nyår 1 Nisan (i april) som första månad, medan man numera räknar år sedan världens skapelse.

## Grekisk tradition

### Första konciliet i Nicaea
Fram till 400-talet dominerade Anno Graecorum och utgör huvudsakliga tidräkningen i Bibeln, men tappade betydelse till slut med Islams erövring av Babylon på 600-talet.
Första konciliet i Nicaea AD 325 fastställde de kristna kyrkornas grunder och så också kyrkoåret och dess händelser. Man klargjorde också dygnets (helgernas) inledning vid solnedgången (kl 18) från klargörandet av världens skapelse enligt Bibelns Moseböckerna den 1 september vid solnedgången. Kyrkoårets händelser definierades uttryckt i den Julianska kalenderns månad-system men uttryckte ingen definition för årsangivelser (frågan om året för världens skapelse var under oenig debatt). 
Konciliet resulterade också i att alla kyrkor genom sina biskopar enades om vilken dag påsken skulle firas, så att uppståndelsens högtid, den viktigaste kristna högtiden, firades gemensamt på en dag som icke följde den judiska kalendern. Påsken definierades som första söndagen efter fullmåne efter vårdagjämningen, men man definierade kalendern i form av tabeller som följdes, då det på den tiden var svårt att klart fastslå de rätta astronomiska förhållandena. Man skiftar datum kl 18 (man räknar från världens skapelse) långt in i modern tid och fortfarande i de flesta kyrkorna. 
Detta gör att månads-datumen var desamma i den Julianska Anno Domini-kalendern och den Bysantinska kalendern och dess föregångare, men årsangivelserna och nyårsdagen skiljer. 
Att räkna åren från tidernas begynnelse var ju uppenbart en praktisk lösning.

### När var världens skapelse?

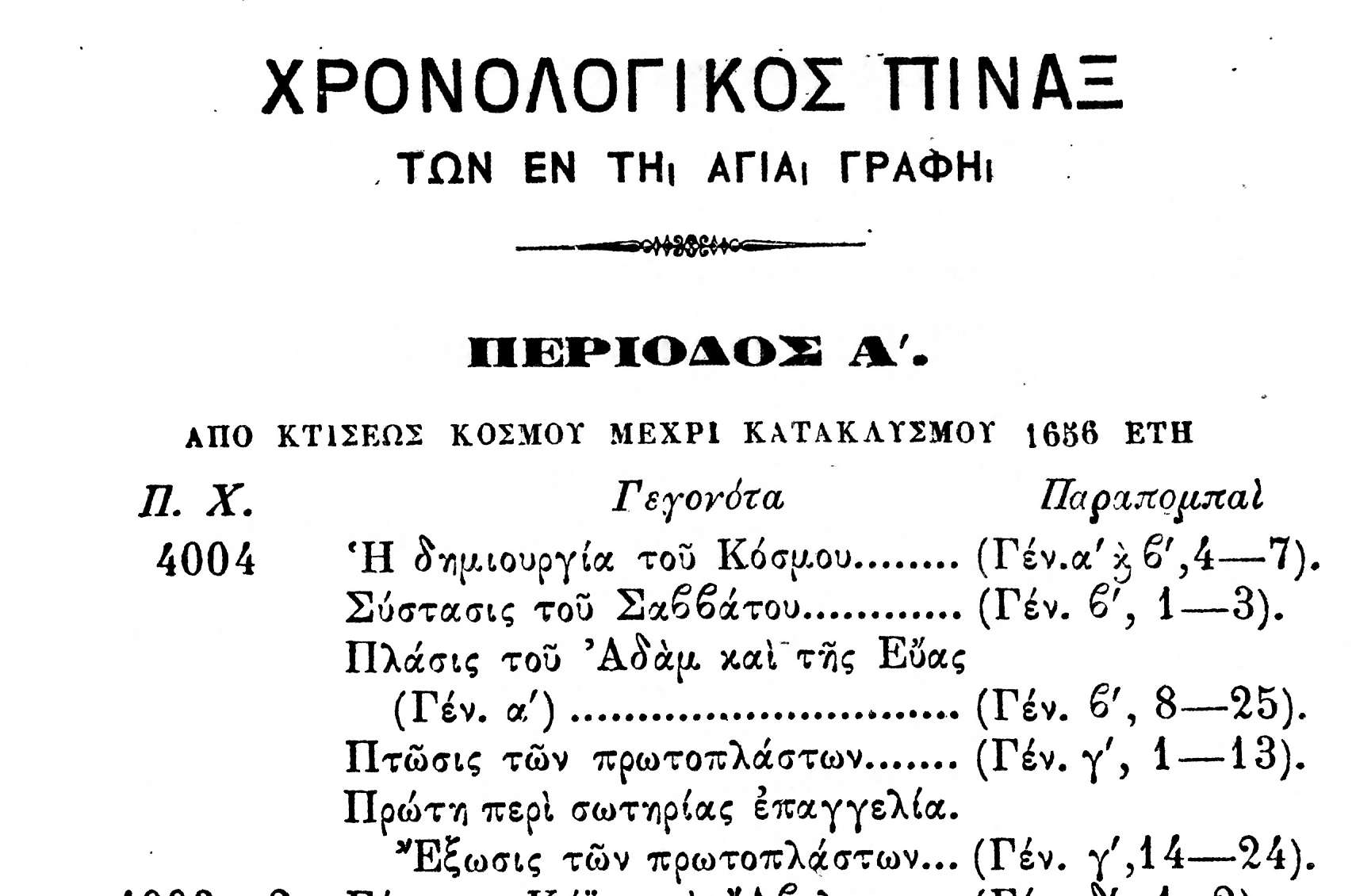
Το 4004 π.Χ. som året då universum skapades. (The Dictionary of the Holy Scriptures, G. Konstantinou, 1888/1973)

Septuaginta var den mest vetenskapliga icke-hebreiska versionen av Gamla testamentet i Bibeln som var tillgänglig för tidigkristna. Många konvertiter talade redan grekiska, och det antogs lätt som den föredragna språkversionen för det östra romerska riket. Den senare latinska översättningen kallad Vulgata, en tolkande översättning från hebreiska och andra grekiska källor, ersatte den i väster efter att den hade fullbordats av Hieronymus cirka 405, latin var det vanligaste folkspråket i dessa regioner.

#### Den tidigaste kristna kronologin
De tidigaste bevarade kristna skrifterna om världens ålder enligt den bibliska kronologin baserades därför på Septuaginta, på grund av dess tidiga tillgänglighet. De finns i Apologia ad Autolycum (en Apology to Autolycus) av Theofilus av Antiokia (AD 115–181), den sjätte biskopen av Antiochia,  och Kronologin (gr Χρονογραφίαι, en Five Books of Chronology) av Sextus Julius Africanus (AD 200–245).
Theophilus presenterar en detaljerad kronologi "från världens grundläggning" för kejsar Marcus Aurelius (AD 161-180). Hans kronologi börjar med den bibliska första mannen Adam till kejsar Marcus Aurelius, under vars regeringstid Theophilus levde. Kronologin anger världens skapelse till omkring 5529 f.Kr.: "Alla åren från världens skapelse uppgår till totalt 5 698 år." Inget omnämnande av Jesus från Nasaret görs i hans kronologi.
Det fanns ett motstånd att ändra i tidräkningen från tidigare  kyrkofäders angivelser, då alla referenser i alla tidigare skrivna verk skulle behövas kalibreras om, och allt var handskrivet på denna tid. Händelsernas inbördes relation var av större betydelse än när skapelsen verkligen ägt rum. Ben Zion Wacholder påpekar att kyrkofädernas skrifter om detta ämne är av avgörande betydelse (även om han inte håller med deras kronologiska system baserat på äktheten av Septuaginta, jämfört med det av hebreisk den hebreiska bibelns masoretiska texten) genom de kristna kronograferna ges ett fönster till de tidigare hellenistiska bibliska kronograferna  bevaras, Ben Zion Wacholder skriver:
En oerhörd intellektuell ansträngning har gjorts under den hellenistiska perioden av både judar och hedningar hittills skapelse, syndafloden, uttåget ur Egypten, templets skapelse ... Under sina studier har män som Tatian från Antiokia (aktiv 180), Klemens av Alexandria (död före 215), Hippolytus av Rom (död 235), Sextus Julius Africanus av Jerusalem (död efter 240), Eusebios av Caesarea i Palestina (260–340), och Pseudo-Justin citerade ofta sina föregångare, de grekisk-judiska bibliska kronograferna under den hellenistiska perioden, och tillät därigenom urskiljning av mer avlägsen vetenskap.
Chronicon (grekiska: Παντοδαπὴ ἱστορία Pantodape historia, dvs "Universalhistoria") av Eusebios av Caesarea var ett verk i två böcker (tidigt 300-tal) och Chronicon av Hieronymus ca 380 daterade skapelsen till 5199 f.Kr. Tidigare versioner av Martyrologium Romanum använde också detta datum för juldagen och så gjorde också de irländska Annála Ríoghachta Éireann (en The Annals of the Kingdom of Ireland)/Annála na gCeithre Máistrí (en Annals of the Four Masters).

#### Alexandrinska tidräkningen
Den Alexandrinska tidräkningen, som skapades och beräknades år 412 e.Kr., var föregångaren till användningen av den bysantinska tidräkningen Etos Kosmou. Efter de första försöken av Hippolytus, Klemens av Alexandria, och andra, beräknades den alexandrinska beräkningen av skapelsedatumet till den 25 mars 5493 f.Kr.
Den alexandrinske munken Panodorus av Alexandria räknade med 5 904 år från Adam till 412 e.Kr. Hans år började den 29 augusti, vilket motsvarade 1 Thoth, den första dagen av egyptiska kalendern. Annianus av Alexandria, föredrog dock bebådelsestilen för nyårsdagen, dvs. den 25 mars, och flyttade Panodorus era med cirka sex månader för att börja den 25 mars. Detta skapade den Alexandrinska tidräkningen, vars första dag var den första dagen av proleptiken Alexandrinska tidräkningens civila år startade den 29 augusti 5493 f.Kr., med det kyrkliga året som börjar den 25 mars. Pavel Kuzenkov uttrycker på den 21:a Internationella kongressen över bysantinska studier i London 2006:
Detta system presenterar på ett mästerligt sätt det mystiska sammanträffandet av de tre huvuddatumen i världens historia: skapelsens början, bebådelsen, och Jesu uppståndelse. Alla dessa händelser inträffade, enligt den Alexandriska kronologin, den 25 mars; dessutom var de två första händelserna åtskilda av perioden på exakt 5500 år; den första och den tredje inträffade på söndagen – den heliga dagen för skapelsens början och dess upplyftelse genom Kristus.
Dionysios av Alexandria hade tidigare med eftertryck citerat mystiska motiveringar för valet av den 25 mars som början av året:
25 mars ansågs vara årsdagen av själva skapelsen. Det var den första dagen på året i den medeltida Julianska kalendern och den nominella vårdagjämningen (det hade varit den faktiska dagjämningen vid den tidpunkt då den julianska kalendern ursprungligen utformades). Med tanke på att Kristus avlades vid det datumet förvandlades den 25 mars till högtiden för bebådelsen som nio månader senare måste följas av firandet av Kristi födelse, jul, den 25 december.
Kyrkofäder som Maximos bekännaren och Theofanes bekännaren, och krönikörer som Georgios Synkellos bestämde skapelsen i den Alexandrinska tidräkningen till den 25 mars 5493 f.Kr. Dess slående mystik gjorde den populär i Bysans, särskilt i kloster. Detta mästerverk av kristen symbolik hade dock två allvarliga problem, nämligen historisk felaktighet när det gäller datumet för Jesu uppståndelse som bestäms av den varierande tiden för påsk computus, och dess motsägelse av kronologin i Evangeliet av aposteln Johannes angående datumet för Jesu korsfästelse på fredagen efter påsken. 

#### Den alexandrinska krönikan

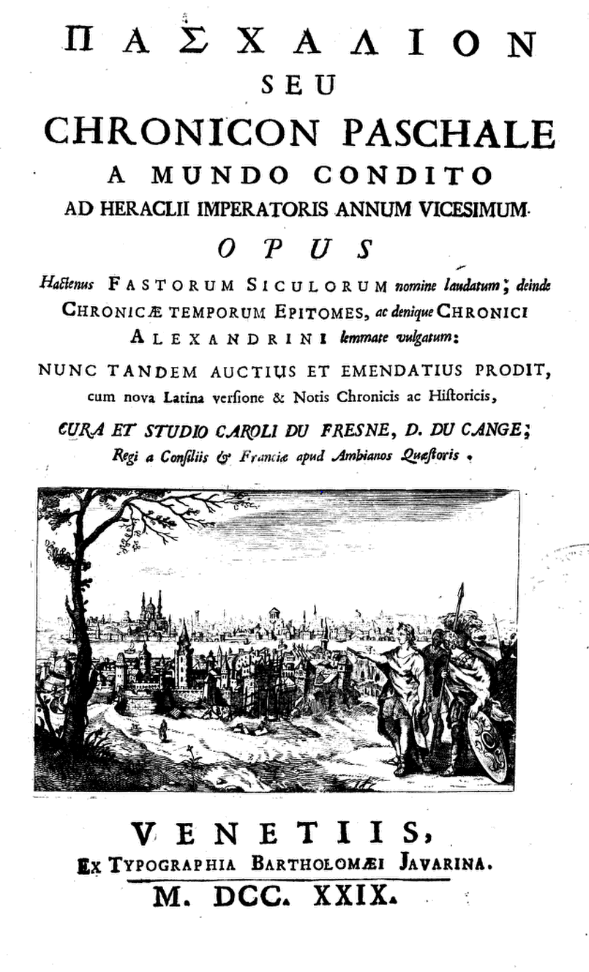
Chronicon Paschale, Venetianskt tryck 1729.

En ny variant av tidräkning föreslogs i den alexandrinska krönikan (Chronicum Alexandrinum, eller Chronicon Paschale/Paschal Chronicle, eller Fasti Siculi), en bysantinsk universell krönika över världen, komponerad omkring år 630 e.Kr. av någon representant för den antiokiska lärda traditionen. Den daterar skapandet av Adam till den 21 mars 5507 f.Kr.
För sitt inflytande på den grekiska kristna kronologin, och även på grund av dess breda räckvidd, tar Chronicon Paschale plats bredvid Eusebios av Caesarea, och munkens krönika Georgios Synkellos som var så viktigt under medeltiden; men vad gäller formen är den sämre än dessa verk.

#### Etos Kosmou - Antagande av den bysantinska tidräkningen
Den bysantinska Anno Mundi-tidräkningen Etos Kosmou var den officiella kalendern för östligt ortodoxa kyrkan från ca. AD 691 till 1728 i Konstantinopels ekumeniska patriarkat. I slutet av 900-talet antogs bysantinsk tidräkning, som hade fastställt skapelsen till den 1 september 5509 f.Kr. sedan åtminstone mitten av 700-talet (skillnad med 16 år från det alexandrinska datumet och 2 år från Den alexandrinska krönikan), hade blivit den allmänt accepterade kalendern av chalkedonisk kristendom. Den bysantinska tidräkningen användes som den civila kalendern av bysantinska imperiet från 988 till 1453 e.Kr. och av Ryssland från ca. 988 till 1700 e.Kr.
Beräkningen härleddes från Septuaginta versionen av Bibeln, och placerade skapelsedatumet till 5509 år före inkarnationen, vilket senare antogs för att betyda 5509 f.Kr. när omvändelser till den kristna eran önskades. Med ett nyårsdatum den 1 september, som sammanfaller med början av det ortodoxa liturgiska året, blev dess tidräkning 1 september 5509 f.Kr., och år AM 1 varade alltså till 31 augusti 5508 f.Kr. "Skapelseåret" uttrycktes allmänt på grekiska i den bysantinska kalendern som Etos Kosmou, bokstavligen "universums år".

### Västkyrkan
Västlig kristendom antog aldrig fullt ut Anno Mundi-tidräkningen men producerade till en början inte heller kronologier baserade på Vulgata som stod i kontrast till de österländska beräkningarna från Septuaginta. Eftersom Vulgata inte fullbordades förrän bara några år före Visigoternas plundring av Rom 410, fanns det lite tid för sådana utvecklingar innan de politiska omvälvningar som följde i väst. 
Oavsett orsakerna kom västvärlden så småningom att förlita sig på det självständigt utvecklade Anno Domini (AD) tidräkningen. AM-datering fortsatte dock att vara av intresse av liturgiska skäl, eftersom det var av direkt relevans för beräkningen av Jesu födelse (AM 5197-5199) och Passionshistorien (AM 5228–5231). Till exempel, Bede (död 735 e.Kr.) i sin världskrönika (kapitel 66 i hans De Temporum Ratione, On the Reckoning of Time), daterade alla händelser med en epok som han härledde från Vulgata som sattes Kristi födelse som AM 3952. I hans Letter to Plegwin, beskriver Bede skillnaderna mellan de två tidräkningssystemen.

### Dygnets start/slut i Svenska kyrkan och världslig tid
Det finns en rest från Anno mundi-temat inom Svenska kyrkan och en rad andra kyrkor genom att man utgår från att världens skapelse enligt moseböckerna skedde kl 18, dvs vid solens nedgång och utgör därför tiden för kyrkoårets helgmålsringning, dvs skiftet av dygnet i kyrkan sker kl 18 på samma sätt som i Anno Mundi-tidräkningen Etos Kosmou. Dvs en söndag i kyrkan börjar världslig tid kl 18 på lördagen och slutar kl 18 på söndagen, dvs tiden för helgmålsringningen. 
En annan sida av detta fenomen är att "man firar julafton i Sverige" men i själva verket firar man juldagen som börjar kl 18 den 24/12 världslig tid och firandet av juldagen sker omgående kl 18 den 24/12 i Sverige när juldagen börjar. Så också påskafton, pingstafton och midsommarafton. Medan man i andra länder "sekulariserat" dygnsskiftet i kyrkorna där och jultomten kommer den 25/12 världslig tid där.